# Марбл-Сіті (Оклахома)
Марбл-Сіті (англ. Marble City) — місто (англ. town) в США, в окрузі Секвоя штату Оклахома. Населення — 186 осіб (2020).

## Географія
Марбл-Сіті розташований за координатами 35°34′57″ пн. ш. 94°49′9″ зх. д. / 35.58250° пн. ш. 94.81917° зх. д. (35.582587, -94.819149).  За даними Бюро перепису населення США в 2010 році місто мало площу 1,05 км², з яких 1,05 км² — суходіл та 0,00 км² — водойми.

## Демографія
Згідно з переписом 2010 року, у місті мешкали 263 особи в 93 домогосподарствах у складі 72 родин. Густота населення становила 250 осіб/км².  Було 105 помешкань (100/км²).
Расовий склад населення:
| - 54,4 % — корінних американців - 38,4 % — білих - 0,4 % — чорних або афроамериканців |

До двох чи більше рас належало 6,8 %. Частка іспаномовних становила 0,8 % від усіх жителів.
За віковим діапазоном населення розподілялося таким чином: 24,3 % — особи молодші 18 років, 62,0 % — особи у віці 18—64 років, 13,7 % — особи у віці 65 років та старші. Медіана віку мешканця становила 37,4 року. На 100 осіб жіночої статі у місті припадало 117,4 чоловіків;  на 100 жінок у віці від 18 років та старших — 103,1 чоловіків також старших 18 років.
Середній дохід на одне домашнє господарство  становив 31 646 доларів США (медіана — 25 000), а середній дохід на одну сім'ю — 31 772 долари (медіана — 26 000). Медіана доходів становила 34 688 доларів для чоловіків та 20 313 долари для жінок. За межею бідності перебувало 58,7 % осіб, у тому числі 80,7 % дітей у віці до 18 років та 16,0 % осіб у віці 65 років та старших.
Цивільне працевлаштоване населення становило 72 особи. Основні галузі зайнятості: освіта, охорона здоров'я та соціальна допомога — 36,1 %, роздрібна торгівля — 15,3 %, мистецтво, розваги та відпочинок — 12,5 %, будівництво — 11,1 %.